# 切鲁瓦恩努尔
切鲁瓦恩努尔（Cheruvannur），是印度喀拉拉邦Kozhikode县的一个城镇。总人口57111（2001年）。

## 人口
该地2001年总人口57111人，其中男性27799人，女性29312人；0—6岁人口7552人，其中男3863人，女3689人；识字率81.77%，其中男性为83.90%，女性为79.76%。